# Censor (censur)
Censor är en person som utövar censur genom att göra förhandsgranskning av litteratur, film, teater, brev etcetera i syfte att förhindra spridning av information som anses vara skadlig för ett lands säkerhet eller på annat sätt för dess medborgare. 
I Sverige föregicks beteckningen av censor librorum.
I Finland efter 1809 under autonomin fungerade prokuratorn med biträde av Prokuratorsexpeditionen som censor, senare förekom tjänstebeteckningen också i censurkommittén, medan det i den efterföljande Överstyrelsen för pressärenden talades om ombudsmän.